# Val d'Anast
Val d'Anast [val danast] est, depuis le 1er janvier 2017, une commune nouvelle française située dans le département d'Ille-et-Vilaine en région Bretagne et regroupant les anciennes communes de Maure-de-Bretagne et Campel.

## Géographie

### Localisation et communes limitrophes
| Loutehel                    | Maxent      | Bovel                       |
| Guer Les Brulais Comblessac | Val d'Anast | La Chapelle-Bouëxic, Mernel |
| Carentoir, Saint-Séglin     | Pipriac     | Guignen, Lohéac, Lieuron    |

Val d'Anast est située aux confins occidentaux de l'Ille-et-Vilaine, certaines de ses limites communales étant également limites départementales avec le Morbihan.

### Géologie et relief

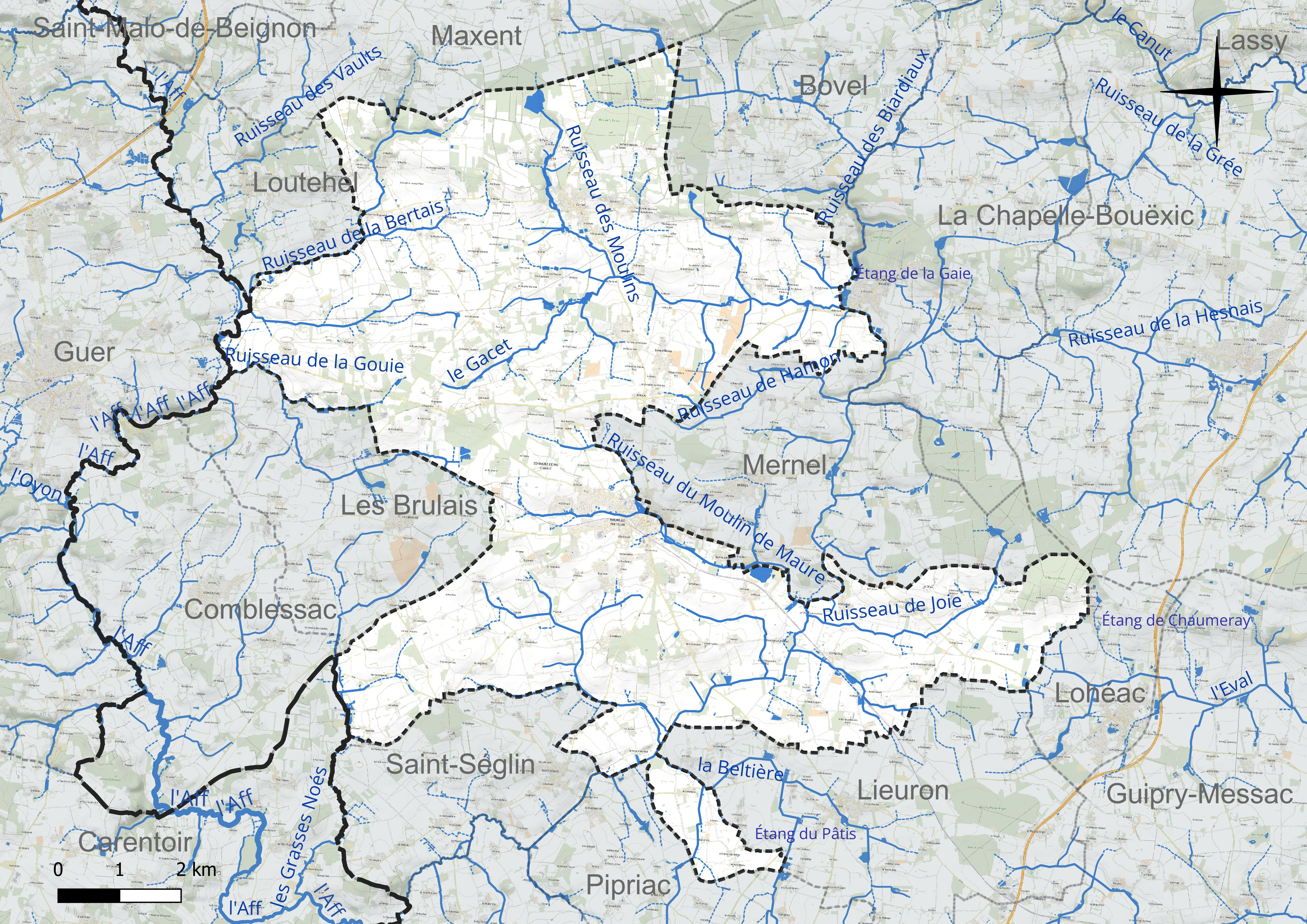
Carte du réseau hydrographique de la commune du Val d'Anast.

### Hydrographie
Pour un article plus général, voir Réseau hydrographique d'Ille-et-Vilaine.
La commune est située dans le bassin Loire-Bretagne. Elle est drainée par l'Aff, le Combs, la Beltière, le ruisseau de la Bertais, le ruisseau des Biardiaux, le ruisseau du Moulin de maure, les Grasses Noés, la Fontaine de Trouer, le Gacet, le ruisseau d'à-bas, le ruisseau de Grumellan, le ruisseau de joie, le ruisseau de la Bourousais, le ruisseau de la Gouie, le ruisseau de Ropenard, le ruisseau des Douets du bignon, le ruisseau des Landes de bovel, le ruisseau des Landes de trévallan, le ruisseau des Moulins, le ruisseau des Noës, le ruisseau des Prés de la gilardais, le ruisseau d'éval et le ruisseau du Chesnot,,.
L'Aff, d'une longueur de 67 km, prend sa source dans la commune de Paimpont et se jette  dans l' Oust à Saint-Vincent-sur-Oust, après avoir traversé 17 communes. 
Le Combs, d'une longueur de 22 km, prend sa source dans la commune  et se jette  dans l'Aff  à Bruc-sur-Aff, après avoir traversé huit communes. 

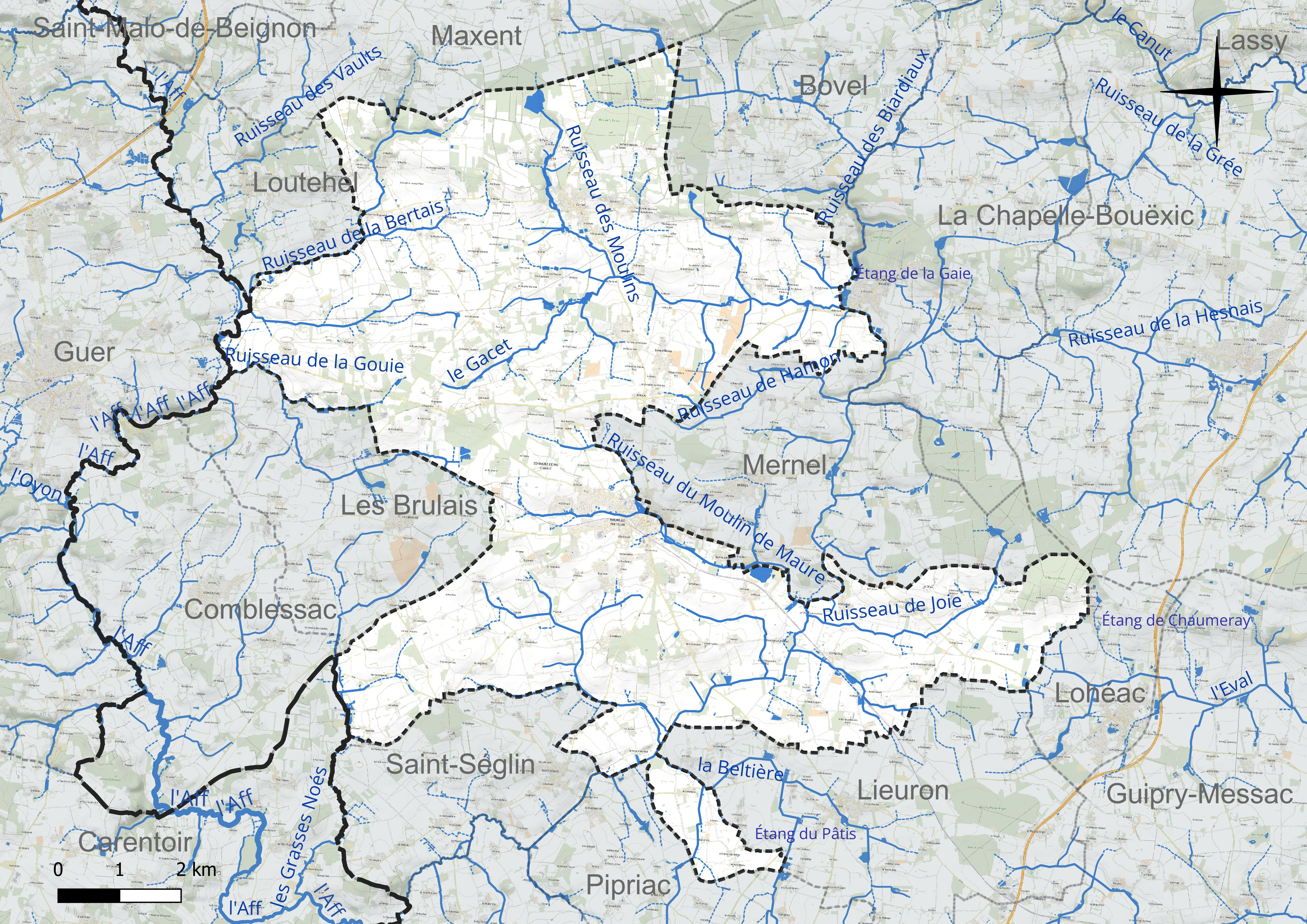
Réseau hydrographique de Val d'Anast.

Un plan d'eau complète le réseau hydrographique : l'étang de Livry (8,65 ha),.

### Climat
Pour des articles plus généraux, voir Climat de la Bretagne et Climat d'Ille-et-Vilaine.
En 2010, le climat de la commune est de type climat océanique franc, selon une étude du CNRS s'appuyant sur une série de données couvrant la période 1971-2000. En 2020, Météo-France publie une typologie des climats de la France métropolitaine dans laquelle la commune est exposée à un climat océanique et est dans la région climatique Bretagne orientale et méridionale, Pays nantais, Vendée, caractérisée par une faible pluviométrie en été et une bonne insolation. Parallèlement l'observatoire de l'environnement en Bretagne publie en 2020 un zonage climatique de la région Bretagne, s'appuyant sur des données de Météo-France de 2009. La commune est, selon ce zonage, dans la zone « Intérieur Est », avec des hivers frais, des étés chauds et des pluies modérées.
Pour la période 1971-2000, la température annuelle moyenne est de 11,6 °C, avec une amplitude thermique annuelle de 12,8 °C. Le cumul annuel moyen de précipitations est de 785 mm, avec 12,8 jours de précipitations en janvier et 6,1 jours en juillet. Pour la période 1991-2020, la température moyenne annuelle observée sur la station météorologique la plus proche, située sur la commune de Guer à 10 km à vol d'oiseau, est de 12,3 °C et le cumul annuel moyen de précipitations est de 872,7 mm,. Pour l'avenir, les paramètres climatiques de la commune estimés pour 2050 selon différents scénarios d'émission de gaz à effet de serre sont consultables sur un site dédié publié par Météo-France en novembre 2022.

### Sols et végétation

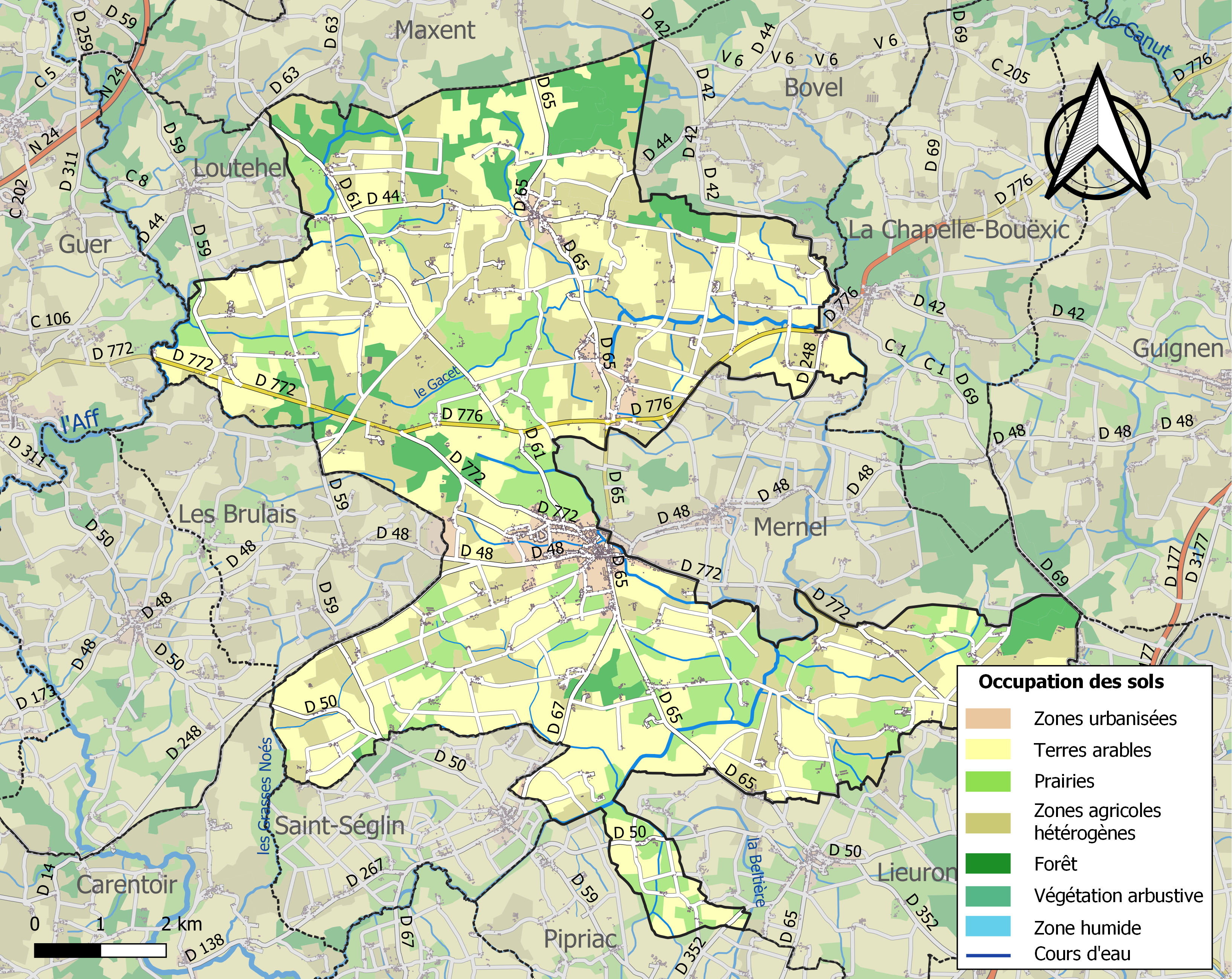
Carte des infrastructures et de l'occupation des sols en 2018 de la commune de Val d'Anast.

### Voies de communication et transports
La commune de Val d'Anast est traversée par deux anciennes routes nationales, désormais routes départementales : la D 772 (ancienne route nationale 772, allant de Ploërmel à Châteaubriant via le bourg de Maure-de-Bretagne) et la D 776 (ancienne route nationale 776, allant de Kerchou en Elven au Mont Saint-Michel via Rennes).
D'autres routes départementales desservent la commune :les D 48, 61 et 66 passent par Maure-de-Bretagne, la D 65 relie les deux bourgs de Maure et Campel.

## Urbanisme

### Typologie
Au 1er janvier 2024, Val d'Anast est catégorisée bourg rural, selon la nouvelle grille communale de densité à sept niveaux définie par l'Insee en 2022.
Elle est située hors unité urbaine. Par ailleurs la commune fait partie de l'aire d'attraction de Rennes, dont elle est une commune de la couronne,. Cette aire, qui regroupe 183 communes, est catégorisée dans les aires de 700 000 habitants ou plus (hors Paris),.

## Toponymie
Le nom de la commune nouvelle est directement issu de l'ancien nom de Maure-de-Bretagne, Anast, dont la forme subsiste dans les toponymes locaux des Landes d'Anast ou du Bois-Denast.
La paroisse primitive d'Anast s'étendait sur un territoire plus vaste que Maure-de-Bretagne et englobait ainsi plusieurs localités actuellement voisines, dont Campel, avant que celles-ci n'en soient démembrées et érigées en paroisses indépendantes ou en trèves.
La commune ayant été créée récement par le regroupement des communes de Maure-de-Bretagne et Campel, nommées respectivement en gallo Mao et Campè, le nom en gallo proposé par l'Institut de la langue gallèse est Va d'Anâ.

## Histoire

### La création de la commune du Val d'Anast
Les tractations pour la création d'une commune nouvelle associent une dizaine de communes dès 2015. Mais au fil des discussions, plusieurs d'entre elles telles que Mernel, Bovel et Loutehel se retirent du projet. En 2016, alors que quatre communes sont encore engagées, La Chapelle-Bouëxic et Les Brulais quittent finalement les discussions à leur tour.
La commune nouvelle est créée le 1er janvier 2017 et regroupe les communes de Campel et de Maure-de-Bretagne, qui deviennent des communes déléguées. Son chef-lieu se situe à Maure-de-Bretagne.

#### Les éoliennes
Un parc éolien constitué de 4 éoliennes d'une puissance chacune de 2 000 kW et d'un diamètre de 82 mètres fonctionne à La Croix des Trois Chesnots (à la limite nord de la commune), géré par une société créée en 2009.
La commune de Val-d'Anast dispose dans la partie sud de son territoire, sur le site de la Lande aux Bestiaux, d'une zone propice au développement éolien ; le projet consiste en la construction de trois éoliennes pouvant produire 23 GWH via une société communale ; le conseil municipal a donné un avis favorable le 5 février 2024. Mais la municipalité et les habitants de Lohéac manifestent leur opposition car le site projeté est situé à 7 km du bourg de Val d'Anast et à 1,5 km de celui de Lohéac.

## Politique et administration
| Nom                       | Code Insee | Intercommunalité                        | Superficie (km2) | Population (dernière pop. légale) | Densité (hab./km2) |
| ------------------------- | ---------- | --------------------------------------- | ---------------- | --------------------------------- | ------------------ |
| Maure-de-Bretagne (siège) | 35168      | CC Vallons de Haute-Bretagne Communauté | 66,76            | 3 370 (2014)                      | 50                 |
| Campel                    | 35048      | CC Vallons de Haute-Bretagne Communauté | 11,10            | 492 (2014)                        | 44                 |

### Liste des maires
| Période        | Période     | Identité           | Étiquette   | Qualité |
| -------------- | ----------- | ------------------ | ----------- | --- |
| 9 janvier 2017 | 23 mai 2020 | Michel Chiron      | DVD         | Cadre supérieur retraité |
| 23 mai 2020    | En cours    | Pierre-Yves Reboux | MR puis PRV | Agriculteur retraité Ancien conseiller général du canton de Maure-de-Bretagne (2008 → 2015) Ancien président de Maure de Bretagne communauté (2001 → 2014) |

### Jumelages
La commune est jumelée avec :
- Wierzbinek (Pologne) depuis 2006

## Culture locale et patrimoine
La commune abrite un monument historique : la croix du cimetière, datant du XVIe siècle. Elle a été classée par arrêté du 19 novembre 1910.
Festival d'humour des Cambrouss'Ries, organisé par l'association Art-Maure-Spectacles. Il se déroule en avril de chaque année, accueillant des artistes humoristes professionnels.
Des artistes musiciens  se produisent aussi sur la commune sur invitation de l'association Art-Maure-Spectacles : le groupe « ZORBA » en 2015, « RIMO » en 2016, et « UM » en 2017. 
La célèbre artiste Suzane s'est déjà produite sur la scène du Rotz, tout comme Anne Roumanoff, et la finaliste de l'Eurovision 2021, Barbara Pravi.
Des troupes de théatre amateur se produisant chaque année sur Maure-de-Bretagne et ses environs (pièces : « Flashboule » en 2015-2016, « Les Scottish » en 2016-2017). Troupe composée d'une dizaine d'acteurs amateurs, de l'association Art-Maure-Spectacles.